# سيلين أكسيلوس

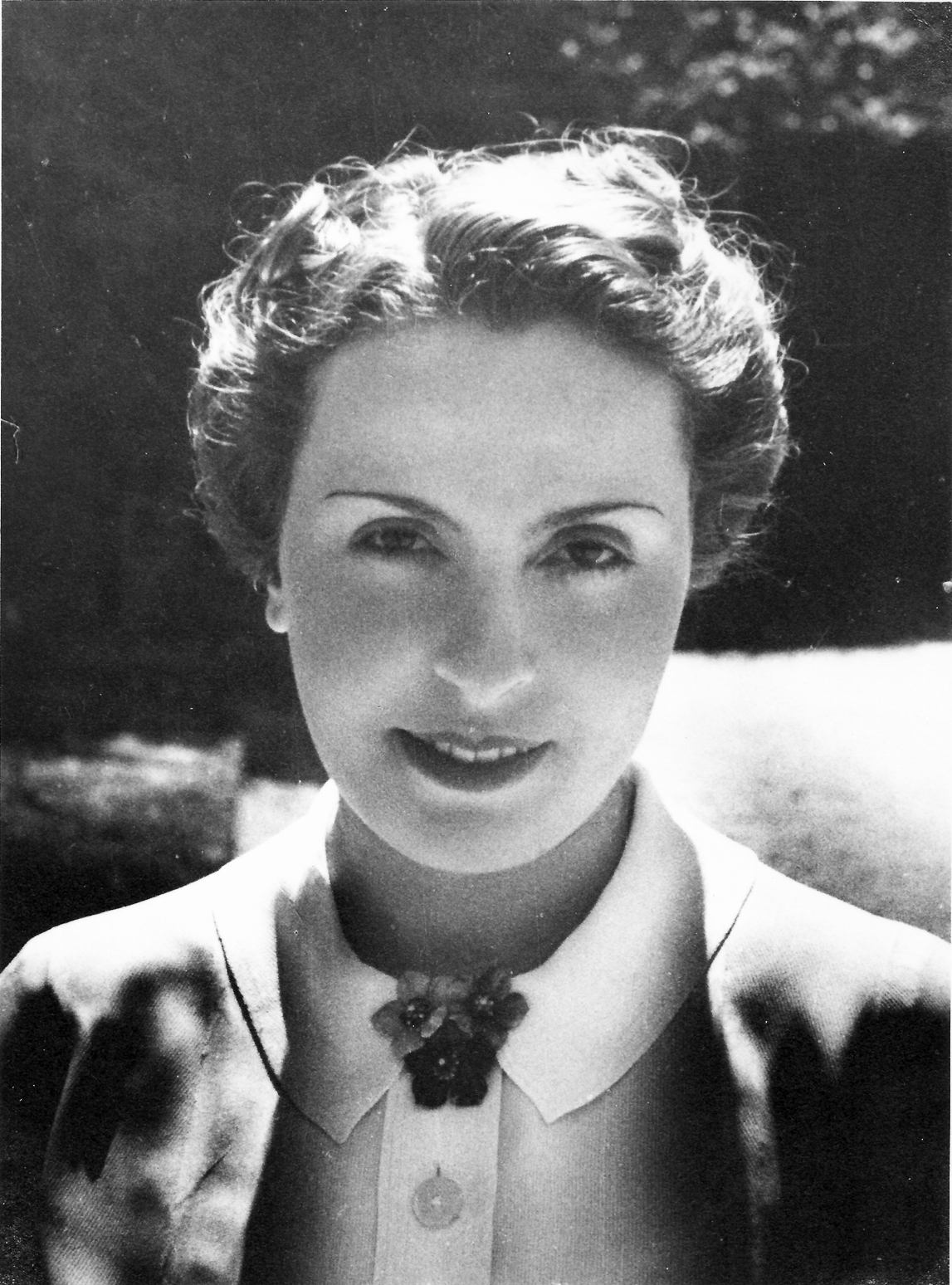
سيلين أكسيلوس

سيلين أكسيلوس (مولودة باسم سيلين طاسو) هي شاعرة وخطيبة وأديبة مصرية. وقد كان شقيقها الأكبر رينيه تاسو (1920-1897)،
شاعرًا بارزًا أيضاً لكنه توفي في الثانية والعشرين من عمره إثر إصابته بمرض السل.
كان والدها موظفاً من الطبقى الوسطى له جذور لبنانية. وقد كان لسيلين ثلاثة شقيقات هي أكبرهن سنًا. وقد عاشت حياتها كاملة في الأسكندرية وقامت برحلات قصيرة إلى الولايات المتحدة الأمريكية (مرة واحدة) ولبنان (لزيارة أسرة ابنها).
في السادسة عشر من العمر تزوجت سيلين من أحد الأعيان الأثرياء ويدعي چورچ سالم وانجبا ابنًا اسماه چوزيف، لكن زواجهما كان تعيسًا  وقد فر سالم إلي ولاية فيرجينيا مع ابنه البالغ من العمر ثلاث سنوات وأودعه بمدرسة داخلية وتلا ذلك طلاق الزوجين لينشأ الطفل (الذي قيل له أن والدته متوفية) في عدد من المدارس الداخلية والملاجئ الأمريكية. وقد قابلت سيلين ابنها الوحيد مرة أخرى بعد خمسة عشر عامًا. ولأن سالم قد أصبح مواطنًا أمريكيًا أقامت الحكومة المصرية دعوى قضائية لمصادرة الأراضي المملوكة له وقد مولت الحكومة الأمريكية  دفاع سالم بتوقيع من الرئيس هربرت هوفر. وقد حولت القضية، التي تعرف باسم قضية سالم إلى التحكيم الدولي في ڤيينا بالنمسا عام 1931. وقد خسر الجانب الأمريكي القضية وتم تجريد سالم من ممتلكاته المصرية.
في العقود الأخيرة من حياتها، انعزلت سيلين عن المجتمع لتصبح أكثر فأكثر تأملاً معتمدة في ذلك على عقيدتها المسيحية القوية. وفي رسالة لها كتبت: «لقد أصبحت أبغض بشدة هذا العالم البشع.» كما كتبت عن السعي إلى الارتقاء الروحي الذي يعد مصدر السعادة الحقيقية.
وقد عاشت الشاعرة في هدوء لسنوات عدة في منزلها الصغير الواقع بالطابق التاسع في إحدى شوارع مدينة الإسكندرية المزدحمة، وكانت خامتها الوفية ذات الأربعين عامًا، صوفي، تعتني بالمنزل وتقوم بالطهي.

## عملها
ترجع سيلين الفضل في بدء اهتمامها بالشعر إلى قصائد شقيقها الأكبر رينيه طاسو التي كانت تستمع إليها خلال طفولتها. وقد كانت تستخدم اللغة الفرنسية حيث كانت أوسع اللغات انتشاراً بين الطبقة العليا في مصر قبل الحرب العالمية الثانية.
وقد نشر لسيلين خلال فترة حياتها ديواني شعر تتكون قصائدهما من أبيات من اثني عشر مقطع هما:
«المصليان» "Les Deux Chapelles"، الإسكندرية، دار كوزموبوليس للنشر، 1943 والتي تضم إحدى وستين قصيدة قامت بتأليفها في السنوات ما بين 1938 و1943. بينما تحتوي مجموعة عام 1952، والتي تحمل عنوان «خطوات العاج» "Les Marches d'Ivoire"، إصدار ريجين مونت كارلو، على مائة وإحدى قصيدة مقسمة على خمسة أجزاء.
فيما يخص شعر أكسيلوس، يقول الناقد الأدبي الباريسي إيف جاندن: «عطيتك العظمى هي جوهر طبيعتك  المتسامي، الذي لا يُحد أبدًا بخلوه من نكهة الجمال. فأنت كائن سامٍ متصل بالجلالات الأرضية، أمر نادر بين النساء.»
عام 1975، حازت أكسيلوس على وسام الفنون والآداب الفرنسي بدرجة فارس. وقد كتب الرئيس السنغالي، ليوبولد سنغور إلى السيدة أكسيلوس عام 1966: "إنني أقدرالأنوثة الأبدية التي تتضح في قصائدك والنغمة النابعة من إيقاعها. عند قراءة أعمالك، كثيراً ما أتذكر مارسلين دى بورد فالمور والتي تأثرت بأعمالها بشكل عظيم خلال إقامتي بالحي اليوناني بباريس.
عرفت أكسيلوس بكونها خطيبة وكانت محاضراتها حول الموضوعات والشخصيات التي تحظى باهتمام عام تعد بمثابة حدث اجتماعي شعبي.
وكانت تلك المحاضرات التي تعقد في "Atelier d'Alexandrie" «ورشة الإسكندرية» تنشر بشكل متتابع في صورة كتيبات.
لسنوات عدة، شاركت أكسيلوس في تحرير عامود صحفي بعنوان «ركن أشعة الشمس» "The Corner of Sunlight"  في «جريدة مصر»  "Journal d'Egypte"، وقد كانت تكتب في هذا العامود عن الأحداث الجارية خاصة تلك المتعلقة بالفنون والآداب.
لم ينشر كتاب سيلين «قصص الحوريات» "Fairy Tales"، وهو مجموعة من ثماني قصص مكتوبة يدوياً، وهو مازال بحوزة ورثتها.
قام الملحن رينيه سالم حفيد سيلين أكسيلوس بتحويل خمس من قصائدها إلى موسيقى، لتصبح مجموعة "Chansons d'après Celine Axelos" «أغاني من تأليف سيلين أكسيلوس» (للسوبرانو والبيانو) متاحة من إنتاج كيڤالين للنشر والتوزيع عام 2008.
وقد صدر إهداء لسيلين أكسيلوس في صورة كتاب عام 1987، وهو من تأليف راداميس لاكاني (رئيس ورشة الإسكندرية).